# Julio (moneda)
El Julio era una moneda vaticana de plata que valía dos groses.

## Historia
El nombre proviene del papa Julio II, que aumentó su peso y valor intrínseco en 1504. Con la ordenanza del 20 de julio de 1504, el Papa estableció: "Reformetur stampae monetariae pro ducatis, carlenis, bononiensis etc. Cogitetur de cunio monetae si posset reduci Urbs ad monetam papalem exclusa forensi etc." Los carlinos (o carlines) fueron entonces reformados y cambiaron su nombre a julio, para distinguirlos de los anteriores. Contenían abundante plata, hasta 4 gramos. Por lo tanto, su valor pasó a ser un tercio superior al del carlino papal. Unos años después, en 1508, el contenido de plata ya había menguado por debajo de los 4 gramos. En 1535 hubo una nueva reducción a 3,65 gramos. En 1540 Pablo III acuñó monedas de 3,85 gramos de ley que tomaron el nombre de paoli.

## Diseño
La primera moneda de Julio II llevaba las armas papales en el anverso y los santos Pedro y Pablo en el reverso.

## Otros aspectos
El nombre de julio también se usó en otras casas de moneda papales y algunas italianas.
El julio papal de Bolonia fue acuñado en Masserano por un Fieschi antes de 1597. Esta moneda pesaba sólo 3,4 gramos.
La última moneda acuñada con este nombre fue el julio de plata acuñada por Pío VII en 1817; pesó 2,642 gy tuvo un título de 917/1000. Todavía valía 2 grosos o 10 bajoccos.
Los nombres paolo y julio se utilizaban en Roma, incluso cuando estas monedas ya no estaban en circulación, para indicar la moneda de 20 bajoccos.